# Венерсборг (комуна)
Комуна Венерсборг (швед. Vänersborgs kommun) — адміністративно-територіальна одиниця місцевого самоврядування, що розташована в лені Вестра-Йоталанд у південно-західній Швеції.
Венерсборг 129-а за величиною території комуна Швеції. Адміністративний центр комуни — місто Венерсборг.

## Населення
Населення становить 36 968 чоловік (станом на вересень 2012 року). 
| Кількість населення комуни Венерсборг за 1970-2010 роки | Кількість населення комуни Венерсборг за 1970-2010 роки | Кількість населення комуни Венерсборг за 1970-2010 роки | Кількість населення комуни Венерсборг за 1970-2010 роки | Кількість населення комуни Венерсборг за 1970-2010 роки |
| ------------------------------------------------------- | ------------------------------------------------------- | ------------------------------------------------------- | ------------------------------------------------------- | ------------------------------------------------------- |
| Рік                                                     |                                                         |                                                         | Населення                                               |                                                         |
| 1970                                                    | 1970                                                    |                                                         | 32 531                                                  | 32 531                                                  |
| 1975                                                    | 1975                                                    |                                                         | 34 365                                                  | 34 365                                                  |
| 1980                                                    | 1980                                                    |                                                         | 34 574                                                  | 34 574                                                  |
| 1985                                                    | 1985                                                    |                                                         | 35 702                                                  | 35 702                                                  |
| 1990                                                    | 1990                                                    |                                                         | 36 628                                                  | 36 628                                                  |
| 1995                                                    | 1995                                                    |                                                         | 36 477                                                  | 36 477                                                  |
| 2000                                                    | 2000                                                    |                                                         | 36 589                                                  | 36 589                                                  |
| 2005                                                    | 2005                                                    |                                                         | 36 951                                                  | 36 951                                                  |
| 2010                                                    | 2010                                                    |                                                         | 36 857                                                  | 36 857                                                  |
| Джерело: SCB                                            |                                                         |                                                         |                                                         |                                                         |

## Населені пункти
Комуні підпорядковано 6 міських поселень (tätort) та низка сільських, більші з яких:
- Венерсборг (Vänersborg)
- Варґен (Vargön)
- Нурдкрокен (Nordkroken)
- Катрінедаль (Katrinedal)
- Френдефорс (Frändefors)
- Броланда (Brålanda)
- Ґруннебу (Grunnebo)

## Міста побратими
Комуна підтримує побратимські контакти з такими муніципалітетами:
- Комуна Гольместранд, Норвегія
- Кангасала, Фінляндія
- Гернінг, Данія
- Сіглуфйордур, Ісландія
- Ряпіна, Естонія
- Гусбі, Німеччина

## Галерея

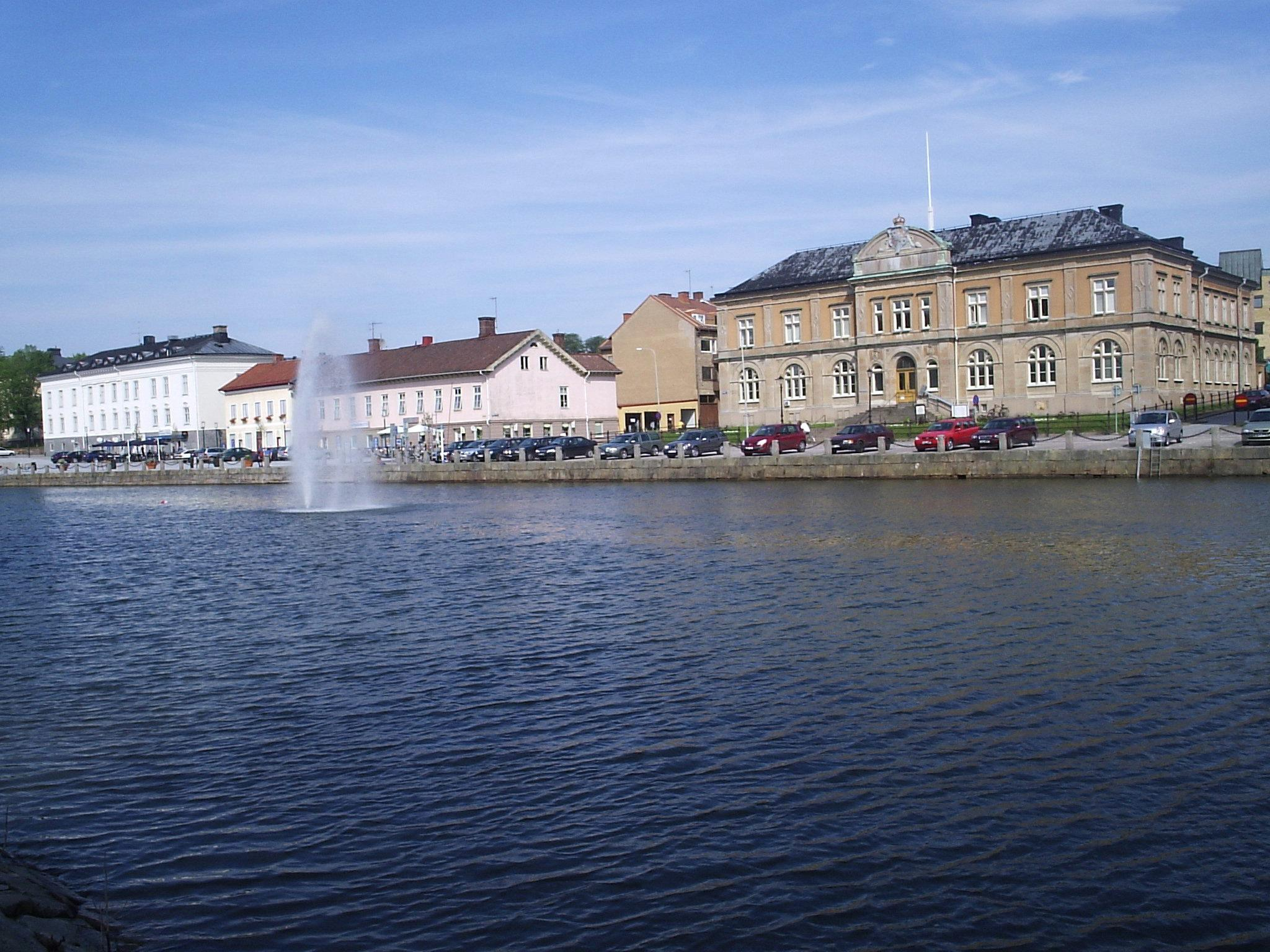
Венерсборг
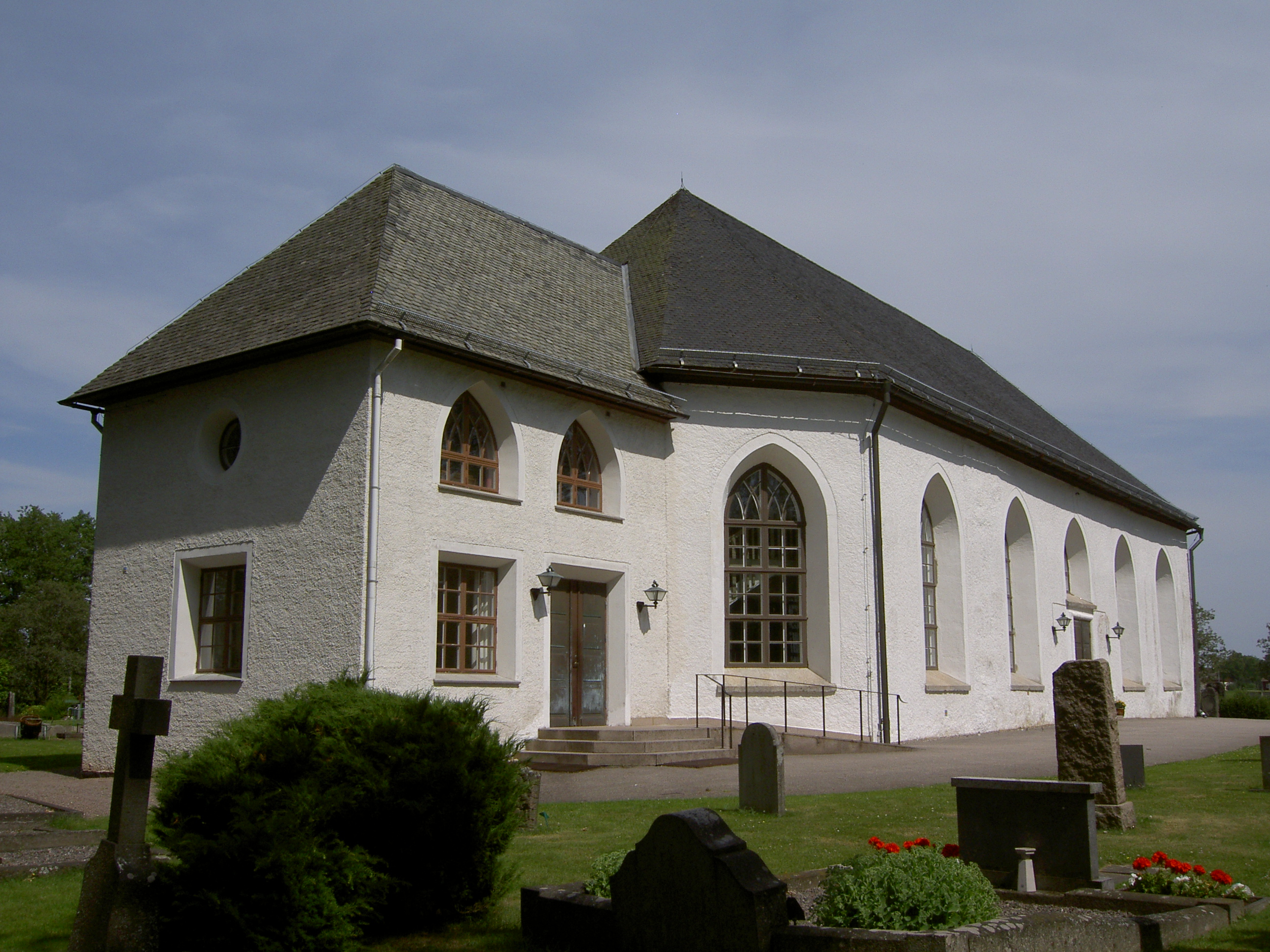
Церква (Броланда)
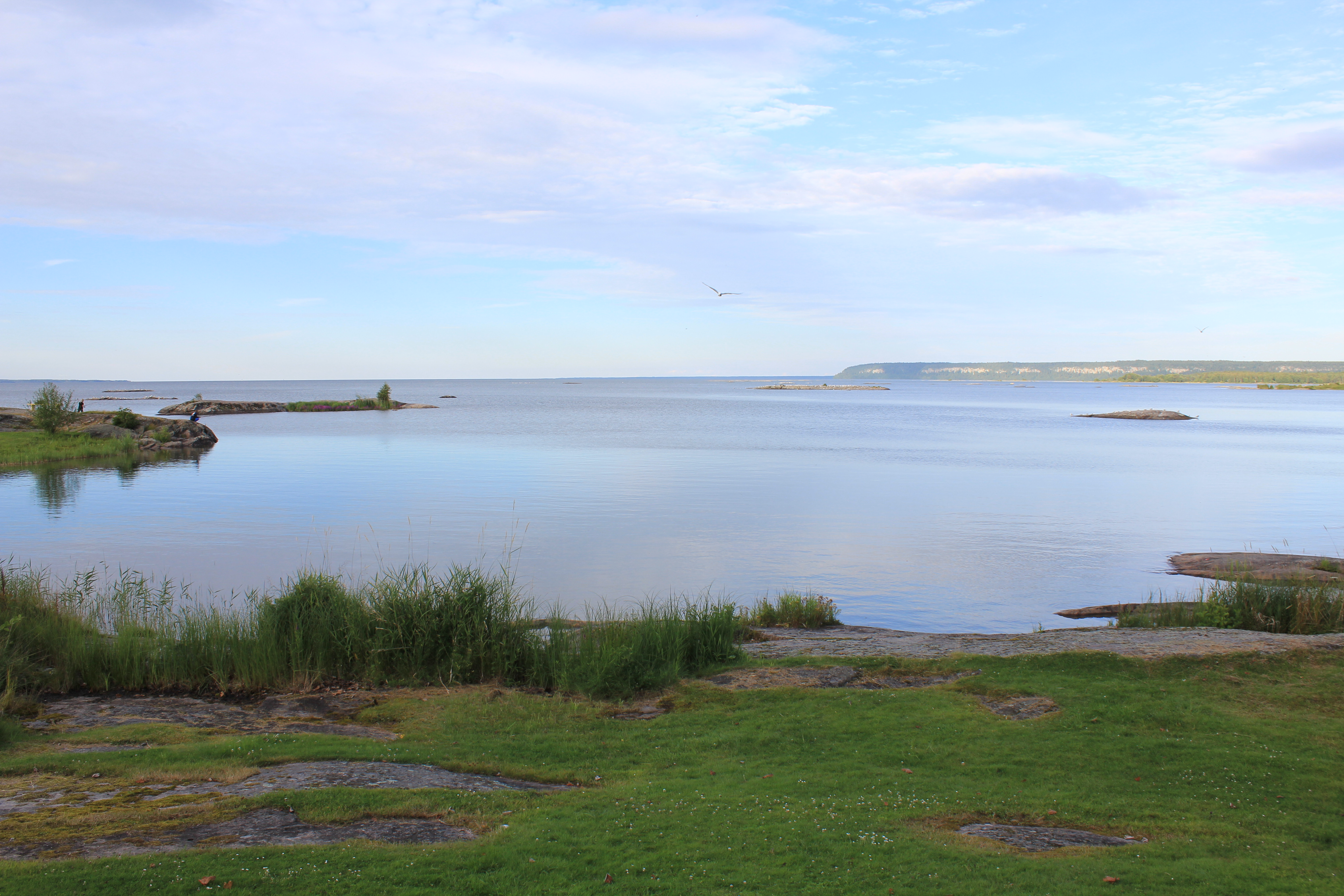
Озеро Венерн
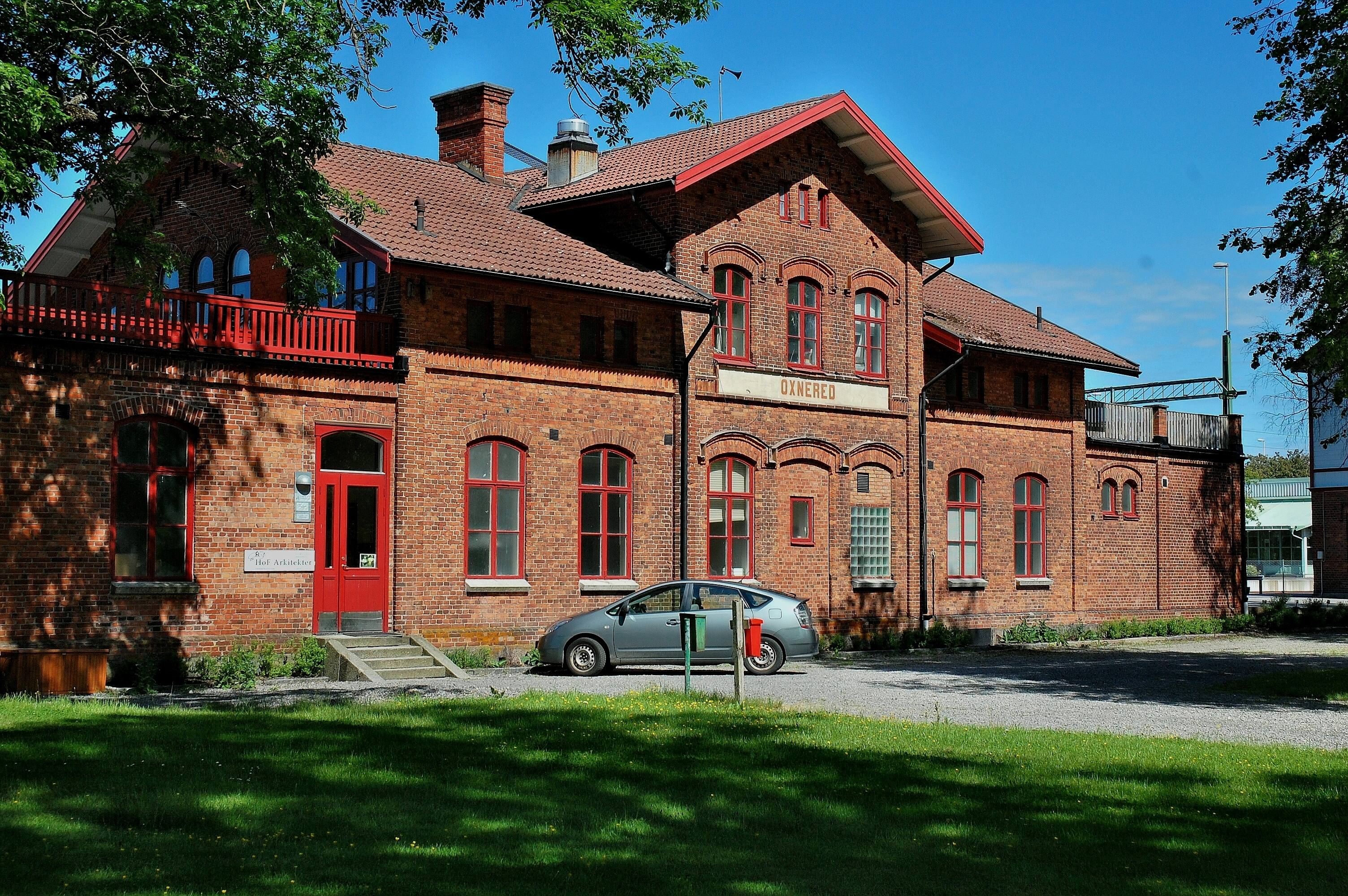
Залізнична станція Екснеред

## Виноски
1. ↑  Folkmangd i riket, lan och kommuner (шв.) . Центральне бюро статистики Швеції. Архів оригіналу за 20 серпня 2013. Процитовано 21 лютого 2013.